# Oberrißdorf
Oberrißdorf ist ein Ortsteil der Lutherstadt Eisleben im Landkreis Mansfeld-Südharz in Sachsen-Anhalt, Deutschland. Das Dorf liegt östlich von Eisleben an der Straße von Volkstedt nach Hedersleben oberhalb des Riß, einem Steilhang. Westlich von Oberrißdorf befindet sich der Flugplatz Oberrißdorf.

## Geschichte
In einem zwischen 881 und 899 entstandenen Verzeichnis des Zehnten des Klosters Hersfeld wird Rißdorf als zehntpflichtiger Ort Risdorpf im Friesenfeld erstmals urkundlich erwähnt. Damit kann auch das südlich gelegene Unterrißdorf gemeint sein. Bis zum 1. Januar 2010 gehörte der Ort zu Hedersleben, dann wurde er  zusammen mit Hedersleben und Burgsdorf nach Eisleben eingemeindet.

## Sehenswürdigkeiten
Die Dorfkirche von Oberrißdorf ist ein spätgotischer Bau und wurde um das Jahr 1500 errichtet. Die Wehrturm ist älter und wurde im spätromanischen Baustil errichtet.
Südlich der Landstraße (L160) zwischen Oberrißdorf und Hedersleben sind die Reste einer verfallenen Holländermühle zu sehen.

## Bilder

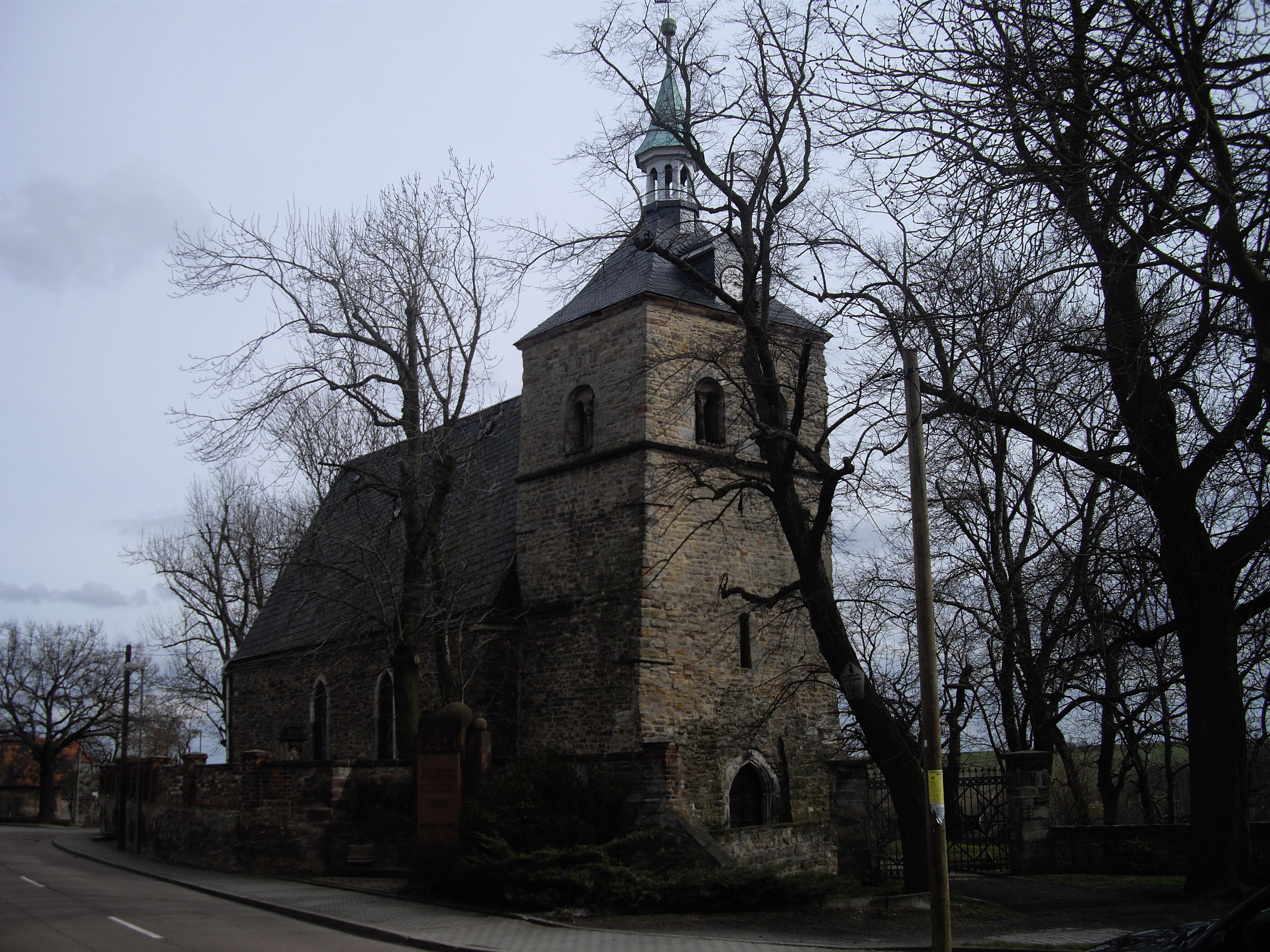
Dorfkirche von Oberrißdorf
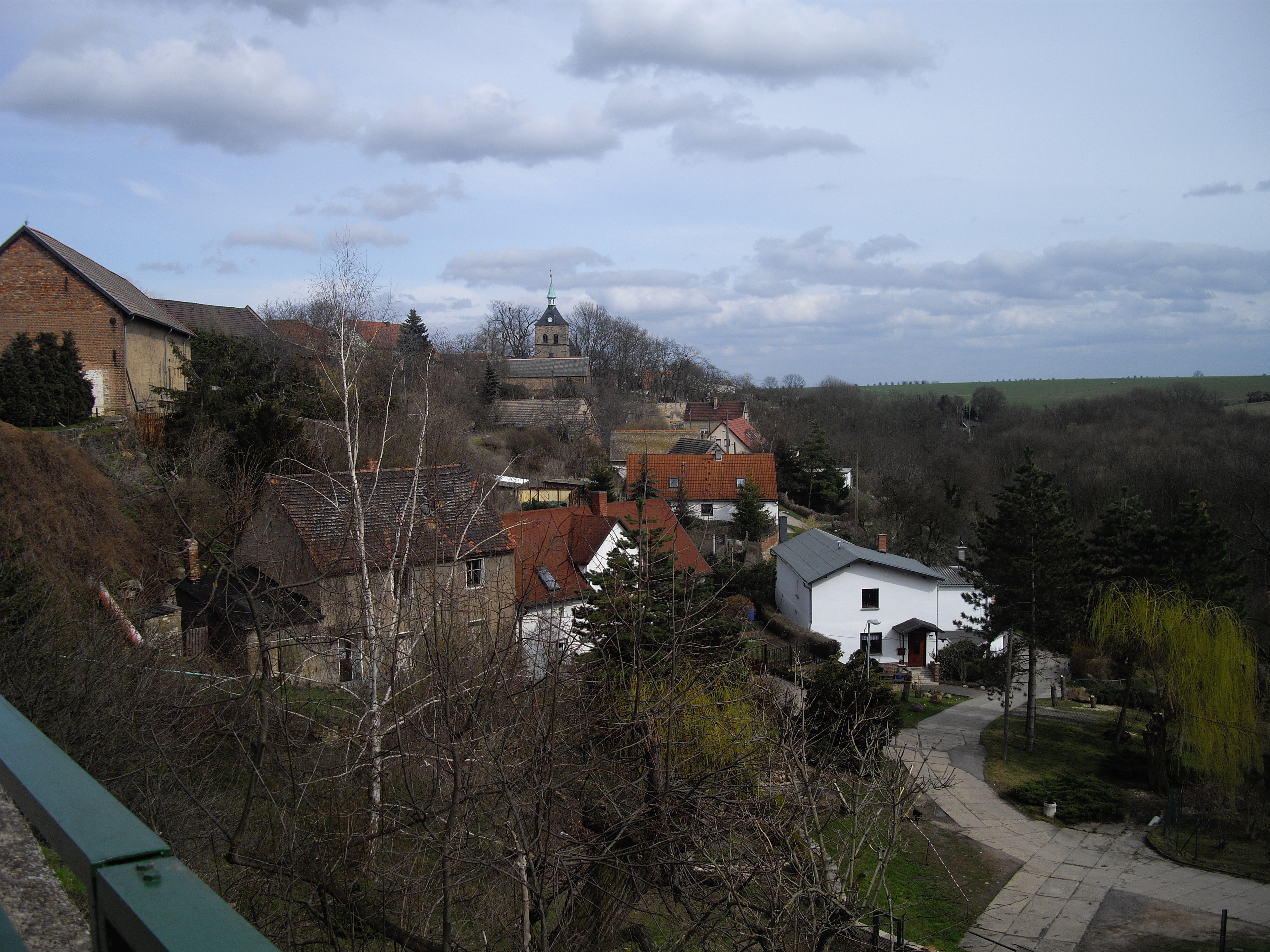
Ansicht von Oberrißdorf
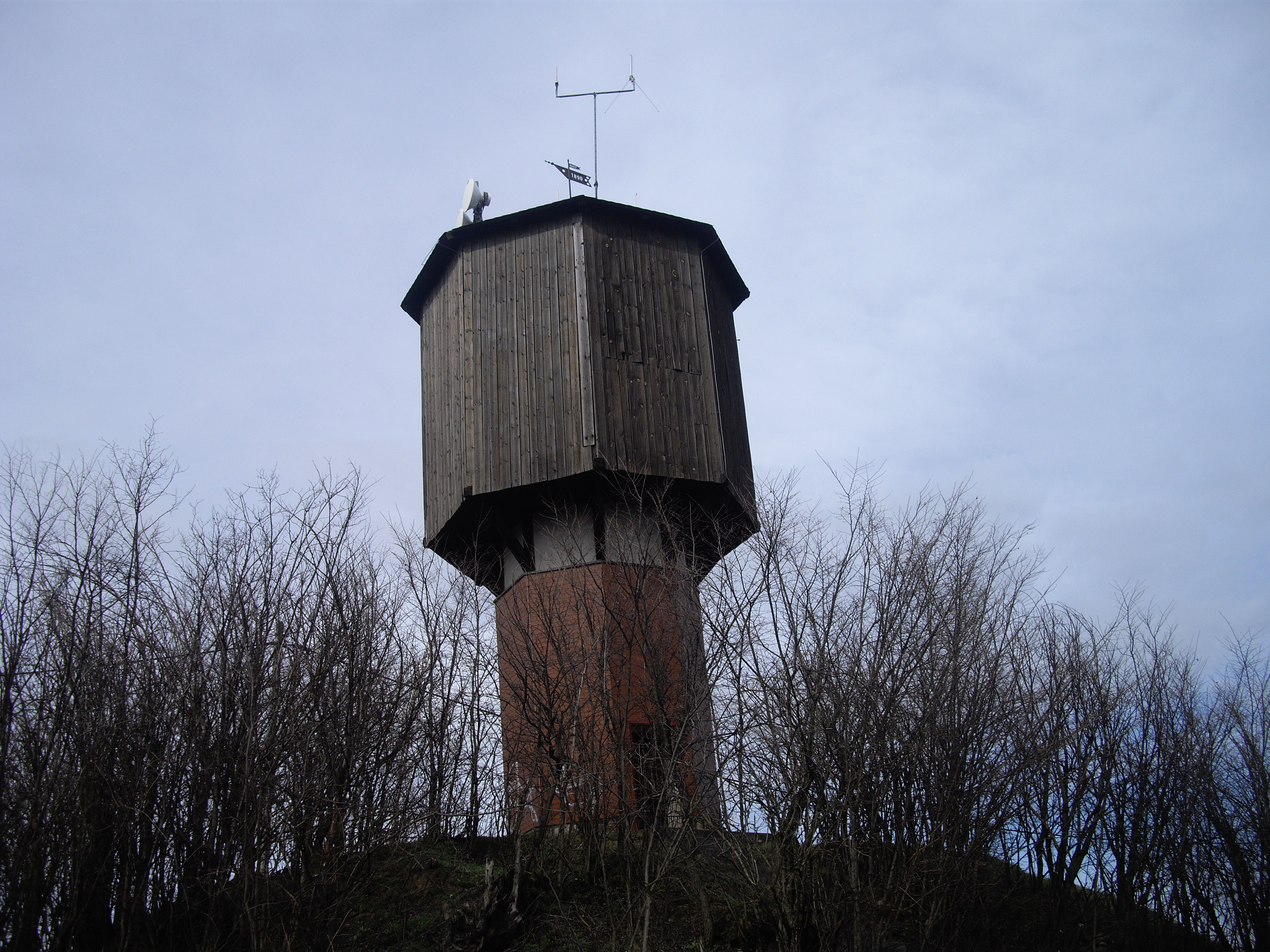
Wasserturm in Oberrißdorf
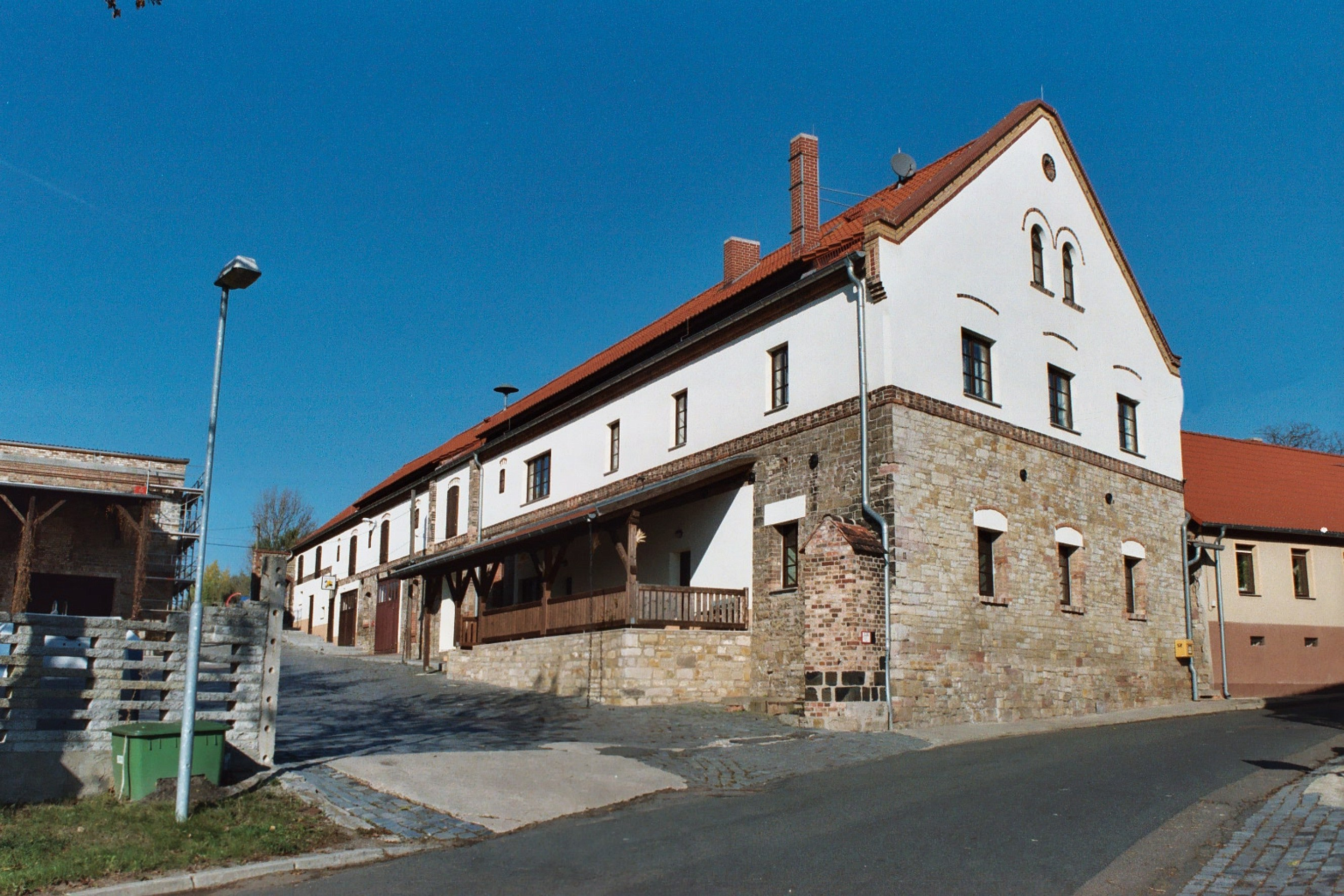
Bauernhof in Oberrißdorf
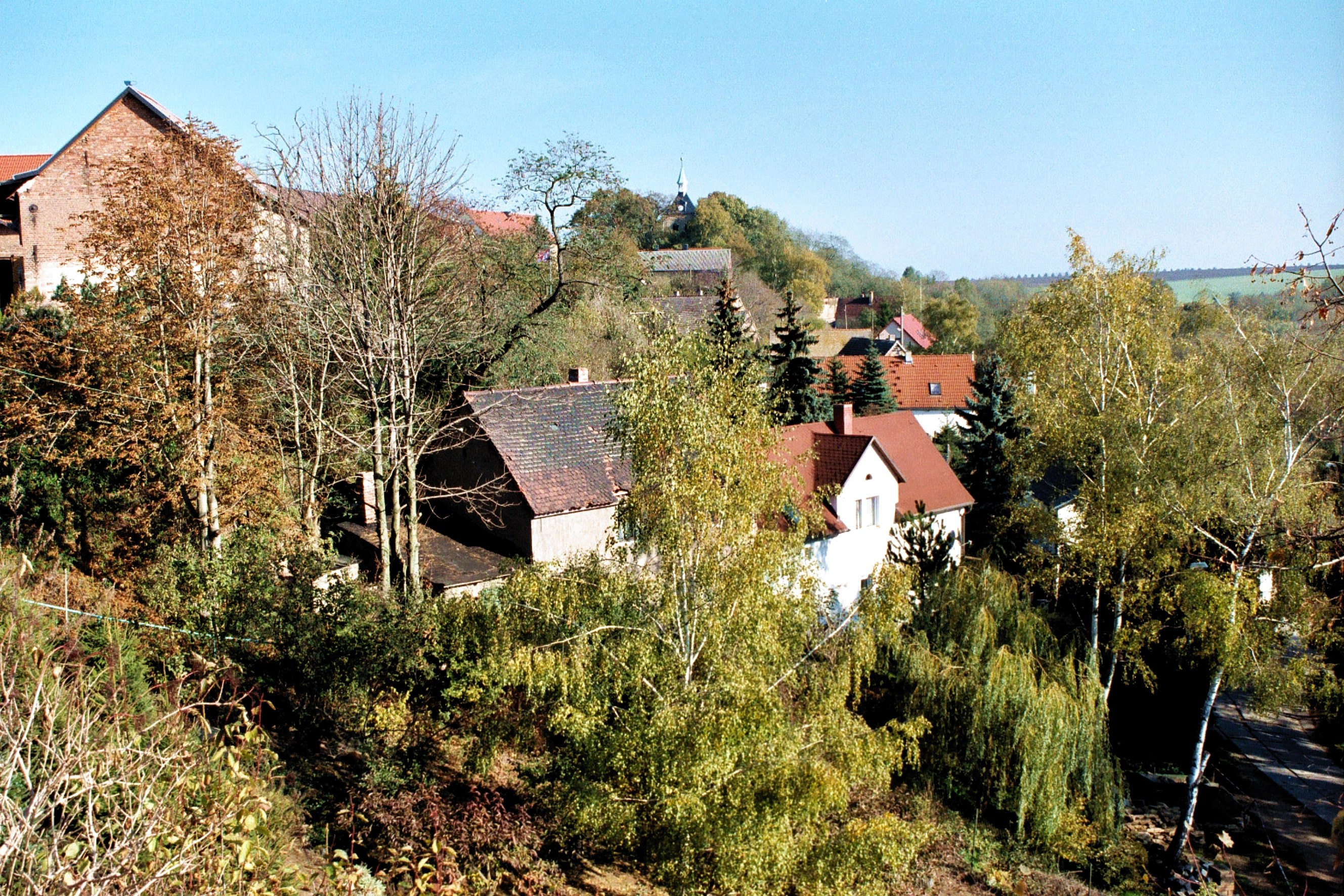
Übersicht